# Jahkeele Marshall-Rutty
Jahkeele Stanford Marshall-Rutty (* 16. Juni 2004 in Brampton, Ontario) ist ein kanadischer Fußballspieler, der aktuell beim Toronto FC in der MLS unter Vertrag steht.

## Karriere
Marshall-Rutty begann seine fußballerische Ausbildung beim Toronto FC, für den er bis 2020 unter anderem in der Jugend aktiv war. Vor der Saison 2019 unterschrieb er bereits mit 14 Jahren einen Vertrag bei der zweiten Mannschaft. Er war jedoch bis zu seinem 15. Lebensjahr nicht in der USL League One spielberechtigt. Am 28. Juni 2019 (16. Spieltag) debütierte er mit 15 Jahren gegen den Forward Madison FC nach Einwechslung. Im weiteren Saisonverlauf wurde er zwei weitere Male eingewechselt und spielte somit insgesamt 10 Spielminuten in der USL League One. Zur Folgesaison unterschrieb er seinen ersten Profivertrag beim Toronto FC. Am 25. Oktober 2020 (13. Spieltag) debütierte er gegen Philadelphia Union, als er in der 72. Minute für Alejandro Pozuelo ins Spiel kam. Mit diesem Einsatz wurde er zum jüngsten eingesetzten Spieler in der Geschichte des Toronto Football Clubs.
Ende Februar 2021 gaben unter anderem Manchester City und der FC Bayern München bekannt, dass sie den jungen Kanadier verpflichten wollten, und er wird seitdem als der neue Alphonso Davies gehandelt.